# Gran Premi de Suïssa del 1952
Resultats del Gran Premi de Suïssa de Fórmula 1 de la temporada 1952, disputat al circuit de Bremgarten, prop de Berna, el 18 de maig del 1952.

## Resultats
| Pos | No | Pilot                | Equip                   | Voltes | Temps/ Retirada       | Pos. de sortida | Punts |
| --- | -- | -------------------- | ----------------------- | ------ | --------------------- | --------------- | ----- |
| 1   | 30 | Piero Taruffi        | Ferrari                 | 62     | 3h 01' 46. 1          | 2               | 9     |
| 2   | 42 | Rudi Fischer         | Ferrari                 | 62     | + 2' 37.2 min.        | 5               | 6     |
| 3   | 6  | Jean Behra           | Gordini                 | 61     | + 1 Volta             | 7               | 4     |
| 4   | 22 | Ken Wharton          | Frazer-Nash - Bristol   | 60     | + 2 Voltes            | 13              | 3     |
| 5   | 26 | Alan Brown           | Cooper - Bristol        | 59     | + 3 Voltes            | 15              | 2     |
| 6   | 38 | Toulo de Graffenried | Maserati - Platé        | 58     | + 4 Voltes            | 8               |       |
| 7   | 44 | Peter Hirt           | Ferrari                 | 56     | + 6 Voltes            | 19              |       |
| 8   | 24 | Eric Brandon         | Cooper - Bristol        | 55     | + 7 Voltes            | 17              |       |
| Ret | 10 | Prince Bira          | Simca-Gordini - Gordini | 52     | Motor                 | 11              |       |
| Ret | 32 | Andre Simon          | Ferrari                 | 51     | Magneto               | 4               |       |
| Ret | 40 | Harry Schell         | Maserati - Platé        | 31     | Motor                 | 18              |       |
| Ret | 46 | Stirling Moss        | HWM - Alta              | 24     | Retirat               | 9               |       |
| Ret | 20 | Lance Macklin        | HWM - Alta              | 24     | Retirat               | 12              |       |
| Ret | 8  | Robert Manzon        | Gordini                 | 20     | Radiador              | 3               |       |
| Ret | 28 | Nino Farina          | Ferrari                 | 16     | Magneto               | 1               |       |
| Ret | 18 | Peter Collins        | HWM - Alta              | 12     | Fallida mecànica      | 6               |       |
| Ret | 16 | George Abecassis     | HWM - Alta              | 12     | Fallida mecànica      | 10              |       |
| Ret | 2  | Hans Von Stuck       | AFM - Kuchen            | 4      | Motor                 | 14              |       |
| Ret | 4  | Toni Ulmen           | Veritas - BMW           | 4      | Pèrdua de combustible | 16              |       |
| Ret | 12 | Louis Rosier         | Ferrari                 | 2      | Accident              | 20              |       |
| Ret | 50 | Max de Terra         | Simca-Gordini - Simca   | 1      | Magneto               | 21              |       |

## Altres
- Pole: Nino Farina 2' 47. 5

- Volta ràpida: Piero Taruffi 2' 49. 1 (a la volta 46)